# Institución Atlética Sud América
A Institución Atlética Sud América, röviden Sud América, vagy IASA, egy uruguayi labdarúgócsapat, melyet Montevideóban hoztak létre 1914-ben.

## Története
A Sud América hét alkalommal nyerte meg a másodosztályú bajnokságot, így a Fénix-el együtt osztoznak az alsóbb osztály képzeletbeli trónján.

## Játékoskeret
2014. május 15-től
| #  |           | Poszt | Név                                       |
| -- | --------- | ----- | ----------------------------------------- |
| 1  | Uruguay   | K     | Javier Irazún                             |
| 2  | Uruguay   | V     | Santiago Carrera                          |
| 3  | Uruguay   | V     | Edgar Martínez                            |
| 4  | Uruguay   | V     | Diego Viotti                              |
| 5  | Uruguay   | KP    | Ángelo Paleso                             |
| 6  | Uruguay   | V     | Antonio Fernández                         |
| 7  | Uruguay   | KP    | Angel Luna                                |
| 8  | Argentína | KP    | Javier Favarel                            |
| 8  | Uruguay   | KP    | Matías Zunino (kölcsönben a Danubio-tól)  |
| 9  | Uruguay   | CS    | Cristian Malán                            |
| 9  | Uruguay   | CS    | Nicolás Royón (kölcsönben a Liverpooltól) |
| 10 | Uruguay   | KP    | Federico Gallego                          |
| 11 | Uruguay   | CS    | Martín Correa                             |
| 11 | Argentína | KP    | Emanuel Centurión                         |

| #  |           | Poszt | Név                 |
| -- | --------- | ----- | ------------------- |
| 14 | Uruguay   | CS    | Gonzalo Malán       |
| 16 | Argentína | CS    | Santiago Biglieri   |
| 17 | Argentína | KP    | Fernando Pascual    |
| 18 | Uruguay   | KP    | Fabián Yantorno     |
| 19 | Uruguay   | CS    | Max Rauhofer        |
| 20 | Uruguay   | KP    | Agustín Miranda     |
| 21 | Uruguay   | CS    | Martín Monroy       |
| 22 | Uruguay   | KP    | Richard Pellejero   |
| 23 | Uruguay   | V     | Adrián Argachá      |
| 24 | Uruguay   | V     | Maximiliano Pereiro |
| 91 | Uruguay   | K     | Matías Quintana     |
|    | Uruguay   | CS    | Maico Carneiro      |
|    | Uruguay   | CS    | Danny González      |

## Fordítás
- Ez a szócikk részben vagy egészben  a   Sud América című angol Wikipédia-szócikk fordításán alapul.  Az eredeti cikk szerkesztőit annak laptörténete sorolja fel. Ez a jelzés csupán a megfogalmazás eredetét és a szerzői jogokat jelzi, nem szolgál a cikkben szereplő információk forrásmegjelöléseként.